# Павликовський Юліан
Юліа́н Павлико́вський (20 липня 1888, Синьків, тепер Радехівський район, Львівська область, Україна — 28 грудня 1949, Мюнхен) — український громадсько-політичний діяч, провідний галицький кооператор і агроном, економіст і публіцист.

## Життєпис
Народився у селі Синьків на Радехівщині в родині місцевого священика Володимира Павликовського.
Далекий родич учасника «Руської трійці» М. Шашкевича, діяча українського кооперативного руху Є. Олесницького, військовика ЗУНР М. Тарнавського. 15 червня 1892 р. втратив матір, а 21 червня 1894 р. — батька. Виховувався бабусею Оленою Авдикович.
Навчався в народній школі м. Броди (нині Львівська обл.), у місцевій Бродівській гімназії імені архікнязя Рудольфа, яку закінчив 9 липня 1906. У 1906-10 рр. вивчав право у Львівському університеті. Як стипендіат «Сільського господаря» 1914 р. закінчив сільськогосподарські курси з агрономії та кооперації у Високій школі хліборобської культури у м. Відень.
Звільнений від військової служби за станом здоров'я. З 1915 р. працював у товаристві «Сільський господар». Був помічником голови товариства В. Струка, згодом особистим секретарем Є. Олесницького, за рекомендацією якого включений до Ради відбудови Галичини та Державної ради харчування у Відні. Після смерті Є. Олесницького у 1917 продовжив його працю в «Сільському господарі».
Після підписання Брестського мирного договору розробляв програму розвитку кооперації на Наддніпрянщині; створив спілку 'Товарообмін" для покращення торгівлі між Галичиною та Наддніпрянщиною, що мала закуповувати продовольство для галичан і постачати наддніпрянцям сільськогосподарських машини, деревину, нафту. Головним партнером у м. Київ виступала організація «Дніпросоюз». Особливо активно їхня співпраця розгорнулася після 1 листопада 1918 р.. За підтримки Павликовського «Дніпросоюз» на поч. 1919 р. відкрив свою філію в м. Станиславів (нині Івано-Франківськ). Неодноразово брав участь чи делегував своїх підлеглих для роботи на всеукраїнських кооперативних з'їздах у м. Київ, діяльності «Коопцентру». Учасник з'їздів українських інженерів у м. Станиславів 3 січня, 28 лютого -2 березня, 4-5 травня 1919 р., на яких покладав завдання відбудови господарства ЗУНР на українські кооперативні організації, товариство «Сільський господар».
Діяч УНДП, співзасновник УНДО. Був ідеологом кооперативного руху в Західній Україні, головою товариства українських кооператорів. Головою ради РСУК та її президії (1922—1944), головою Надзірної ради «Маслосоюзу» у Львові. Від 1944 року — в еміграції.
1940 скористався з угоди про обмін населенням між СРСР та Німеччиною і виїхав до м. Краків. Від серпня 1940 р. активно створював українські кооперативи на території Варшавського генерал-губернаторства.
5 липня 1941 р. оголошений міністром народного господарства в Українському державному правлінні — уряді Я. Стецька, але від цієї посади відмовився. Повернувся до м. Львів, очолив відновлений в умовах німецької окупації РСУК і Наглядову раду «Маслосоюзу». Керував усією відродженою українською кооперацією в рамках дистрикту Галичина. З серпня 1943 р. входив до прибічної ради при міському старості м. Львів.
У серпні 1944 р. емігрував до Німеччини. Згодом очолював Об'єднання українських кооперативів у м. Мюнхен (нині ФРН).
Викладав аграрне законодавство й кооперацію в Українському Вільному Університеті, на різних кооперативних курсах. З 1947 — член Української національної ради уряду УНР в екзилі. Учасник і доповідач на 2-му з'їзді української еміграції (Центр, представництво укр. еміграції в Німеччині) у м. Діллінґен (ФРН). Очолював кодифікаційну комісію, що готувала статут цієї організації.
Член наглядових рад кооперативів «Лябор», «Кос», «Унія» у Мюнхені.
Був одружений з дочкою державного секретаря ЗУНР І. Макуха Іриною Макух-Павликовською.
Помер 28 грудня 1949 року у Мюнхені, де й похований на цвинтарі Вальдфрідгоф.
1999 року у його рідному селі Синьків була відкрита меморіальна дошка.